# Zeth Höglund

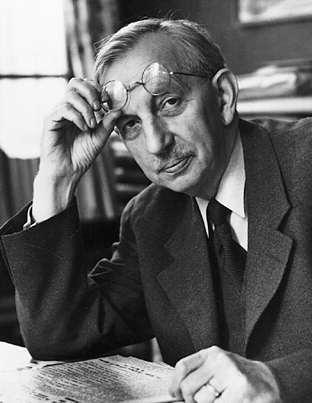
Zeth Höglund in 1953

Carl Zeth "Zäta" Konstantin Höglund (Göteborg, 9 april 1884 - Stockholm, 13 augustus 1956) was een toonaangevende Zweedse communistische politicus, schrijver, journalist en burgemeester van Stockholm (1940 - 1950). Höglund kan beschouwd worden als de grondlegger van de Zweedse communistische beweging. Zeth Höglund bezocht vaak het bolsjewistische Rusland en werd gekozen voor het Comintern Uitvoerend Comité in 1922.
Zeth Höglund groeide op in Göteborg in een gewone arbeidersfamilie. Zijn vader, Carl Höglund, werkte als leerhandelaar en later als schoenmaker. Zeth was de jongste van tien kinderen. Zijn ouders waren zeer religieus, maar ze hielden niet van de hiërarchie in de kerk en de manier waarop priesters en de overheid godsdienst gebruikten om het volk in toom te houden. Zeth Höglund werd later Atheïst.
Höglund was de belangrijkste leider van de linkse oppositie in de Sociaal-Democratische Partij, tegen de zin in van de hervormingsgezinde partijleider Hjalmar Branting. In 1917 werd Zeth Höglund samen met zijn linkse aanhangers uit de partij gegooid. Höglund richtte al snel de Sociaal Democratische Partij op. Deze nieuwe partij was de voorloper van de (oorspronkelijke) Communistische Partij van Zweden (SKP).
Höglund werd gekozen voor het Comintern Uitvoerend Comité in 1922. In 1924 verliet hij de SKP om zijn eigen communistisce partij op te richten. In 1926 sloot hij zich opnieuw aan bij de Zweedse Sociaal-Democratische Partij, waar hij deel bleef uitmaken van de radicale linkerzijde. Hij noemde zichzelf communist tot en met de dag waarop hij stierf in 1956.